# Thyrgis columbiana
Thyrgis columbiana là một loài bướm đêm thuộc phân họ Arctiinae, họ Erebidae.